# LALA (Unlocked)
"LALA (Unlocked)" é uma canção da cantora, compositora e produtora americana  Alicia Keys com a participação do rapper e cantor americano Swae Lee. Foi lançada em 9 de Setembro de 2021 como primeiro single de seu oitavo álbum de estúdio, Keys.
Em uma postagem em suas redes sociais declarou:
| “ | Bem-vindo a #LALA!! stream AGORA!!! Esta música é o começo de um mundo do qual você nunca vai querer sair. Estávamos esperando por você aqui, meus irmãos Swae Lee e Mike Will Made-It foram loucos!!! | ” |

## Antecedentes
Em 30 de Setembro de 2021 postou em suas redes socais, um vídeo de seu perfil oficial no TikTok com 30 segundos da faixa observando duas garotas dançando e disse: "Isto é uma ZONAAAAAA !!! Vocês podem me ensinar o #LaLa???"
Em 1 de Setembro postou, "Acenda o incenso, Nova música. Vibrações atemporais. #LALA 9/9".
Em 3 de Setembro postou um novo video do TikTok onde ela e Swae Lee brincam com a música.
Em 4 de Setembro postou uma foto de uma mesa, que indica ser do videoclipe de LALA e disse: "Convidado para o #LALA".
Em 5 de Setembro postou um video de 13 segundos e disse: Você está convidado para o #LALA.
Em 8 de Setembro postou um video de 15 segundos e disse: "Está tudo nos olhos #LALA amanhã 9/9 às 9h da manhã/12h".

## Composição
"LALA (Unlocked)" é uma faixa suave que inclui uma guitarra silenciosa e, às vezes, bateria indomada que amplifica a vibração sexy que irradia de Keys e Lee, que cantam sobre uma experiência tão boa de fazer amor que criou um compromisso permanente em sua agenda. "Acenda o incenso sem falar, pele como uísque, ela é fria como gelo, os sentimentos se perdem no lala”, cantam Keys e Swae.
Foi escrita e produzida por Keys e Mike WiLL Made It e co-escrita por Swae Lee. A faixa ainda contém interpolações com múltiplos elementos de "In The Mood" de Tyrone Davis, escrita por Paul Richmond, Rueben Locke, Jr. Darryl Ellis e isso faz com que sejam creditados na composição da faixa também.

“Eu sinto que essa música que está chegando é muito parecida com, 'eu conheço minha pista e vou dirigir nela'. Essa é a vibração dessa música. Existe uma confiança. Há uma recompensa. Existe uma energia. Há uma sensação de conforto total na minha pele e o principal sobre essa próxima música, é que há um certo desejo de ser completamente a visão mais elevada possível".

Alicia falando sobre a música em entrevista a Zane Lowe para Apple Music

### Parceria com Swae Lee
"Adoro Swae. Swae é uma energia tão brilhante. Ele é o verdadeiro negócio. Ele é tão autêntico e real. Você sabe como você conhece muitas pessoas e tem vibrações diferentes, mas a vibe dele é tão genuína. Sua energia e como acabamos de escrever a música. Eu me senti assim, é como se estivesse caindo, eu não sei de onde veio. E então, mas o que eu amo nisso é que é tão inesperado porque você pode ver Swae no meu álbum e você pode esperar algo, ou você pode não esperar algo. Não tenho certeza do que as pessoas esperam, mas o que adoro nisso é que, pessoalmente, sinto que você nunca ouviu Swae assim antes, disse em entrevista."

## Recepção da Crítica
Althea Legaspi da Rolling Stone chamou de "dueto sensual em que os dois trocam frases de flerte". O portal Rap-Up chamou de "faixa alegre onde a vencedora do Grammy 15 vezes e o cantor do Rae Sremmurd mostram sua química enquanto trocam versos embriagados de amor". Jon Powell do portal Revolt disse que "Keys faz um grande retorno com seu novo single 'LALA (Unlocked)', numa colaboração com Swae Lee e Mike Will Made-It que pega emprestado do clássico dos anos 70 de Tyrone Davis, 'In The Mood' e detalha um caso lindo e sensual que gira em torno de dois indivíduos envolvidos em um caso de amor apaixonado". Favour Adegoke do The Blast chamou de "hipnótica". D-Money do portal SoulBounce chamou LALA (Unlocked) de "single suave e sedoso sobre uma amostra aveludada do soul dos anos 70".

## Videoclipe
O videoclipe mostra Keys e Swae Lee em uma festa, celebrando a vida em um clube luxouso e conta com a participação de amigos famosos: o rapper Snoop Dogg, a atriz Lena Waithe, o cantor Khalid, seu marido, o produtor Swizz Beatz, o jogador de basquetebol, Russell Westbrook e o rapper Gunna. Foi lançado em 23 de Setembro de 2021 em seu canal oficial do Youtube/Vevo, foi produzido pela Agência de entretenimento, Mamag Group e a direção é de Sylvia M. Zakhary e Sing J. Lee. 
O vídeoclipe foi incluído no projeto, "KEYS: A Short Film" um curta-metragem lançado para divulgar o álbum, lançado em 17 de Dezembro de 2021 também em sua página do Youtube.

## Performances ao Vivo
"LALA (Unlocked)" foi performada pela primeira vez, no MTV Video Music Awards em 12 de Setembro de 2021.

## Faixas e formatos
| Download Digital |                                              |         |  |
| N.º              | Título                                       | Duração |  |
| 1.               | "LALA (Unlocked)" (participação de Swae Lee) | 4:26    |  |

## Créditos da Canção
| - Alicia Keys - vocais principais, vocais de apoio, composição - Mike WiLL Made It - composição, drum machine - Tyrone "Hookah" Johnson - baixo elétrico, guitarra elétrica - Swae Lee - composição - Ken Lewis - guitarra - Don Rivinius - bateria - Paul Richmond - composição - Rueben Locke Jr. - composição - Darryl Ellis - composição | - Alicia Keys - produção, produção musical - Mike Will Made-It - produção - Brendan Morawski - engenharia de gravação - Ann Mincieli - engenharia de mixagem, engenharia de gravação - Jaycen Joshua - engenharia de mixagem - Jacob Richards - assistente de engenharia - Mike Seaberg - assistente de engenharia - DJ Riggins - assistente de engenharia - Dave Kutch - engenharia de masterização |

## Desempenho nas tabelas musicais

### Posições
| Tabela musical (2021)                          | Melhor posição |
| ---------------------------------------------- | -------------- |
| Estados Unidos (Adult R&B Airplay) (Billboard) | 25             |
| Estados Unidos (Hot R&B Songs) (Billboard)     | 20             |

## Histórico de lançamento
| País   | Data                  | Formato                     | Gravadora       |
| ------ | --------------------- | --------------------------- | --------------- |
| Vários | 9 de Setembro de 2021 | Download digital, streaming | Sony Music, RCA |